# Fin de Cassini

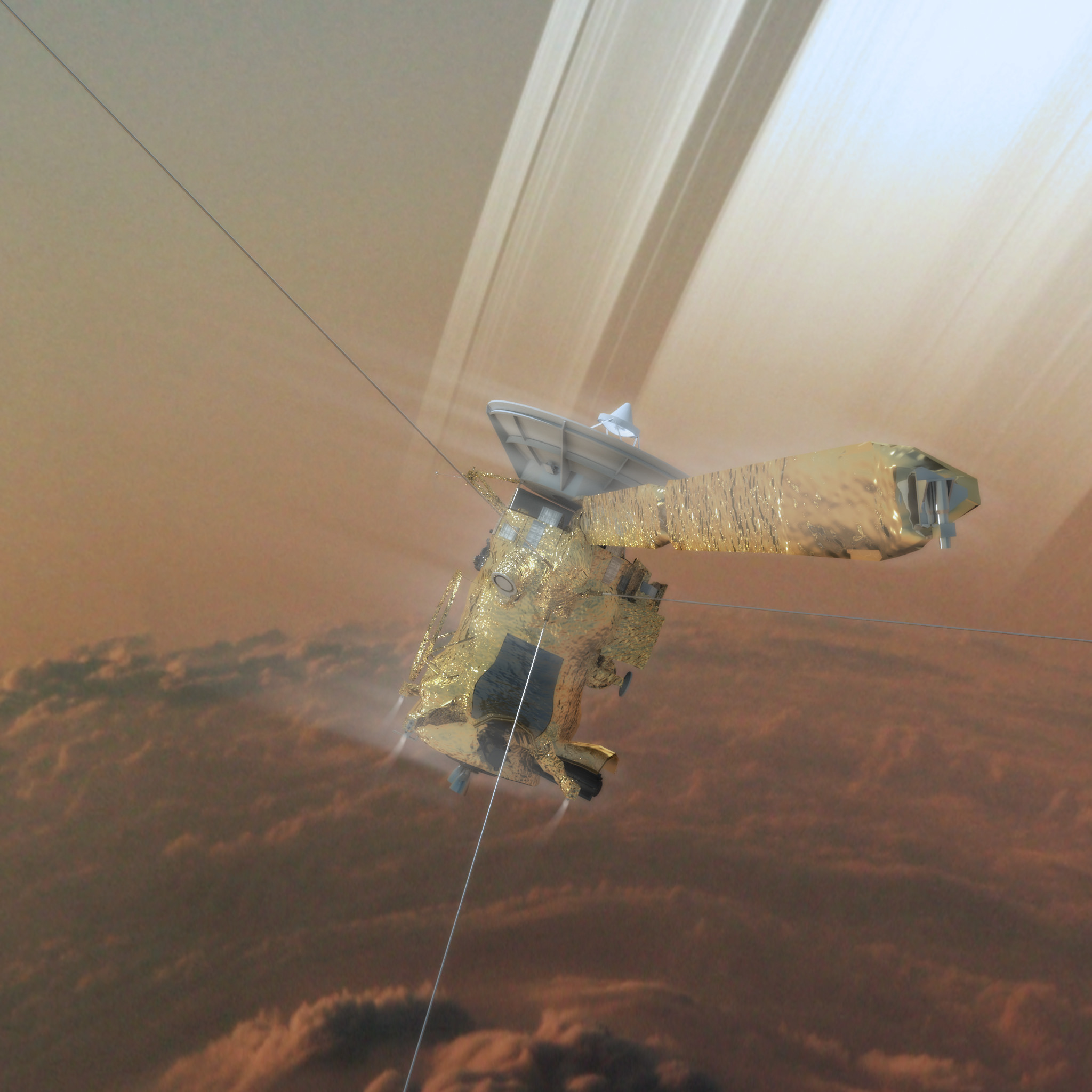
Concepto artístico de la entrada atmosférica controlada de Cassini en Saturno

La sonda espacial Cassini fue deliberadamente puesta en ruta de ingreso controlado en la atmósfera de Saturno el 15 de septiembre de 2017, poniendo fin a su misión de casi dos décadas.
El método de entrada controlada en un planeta se eligió como prevención a la contaminación biológica de cualquiera de las lunas de Saturno, en especial, las que ofrecen entornos potencialmente habitables.
Algunos de los factores que propiciaron el fin de la misión de Cassini incluyeron la cantidad de combustible para cohetes restantes, la salud de la nave y la financiación de las operaciones desde la Tierra.

## Opciones de término de misión
| Color    | Significado |
| -------- | ----------- |
| Rojo     | Pobre       |
| Naranja  | Razonable   |
| Amarillo | Bueno       |
| Verde    | Excelente   |

Durante la planificación de las misiones extendidas de Cassini se evaluaron varios planes futuros para la sonda considerando el valor científico, el costo de operación y el tiempo. 
Entre las opciones que se barajaron incluyeron la colisión con la atmósfera de Saturno, un satélite helado o el sistema de anillos; otra alternativa era desviar a la sonda y enviarla hacia los otros planetas gaseosos o a un cuerpo centauro.
Cada plan requería ciertas cantidades de tiempo y cambios en la velocidad. Otra posibilidad era el aerofrenado en órbita alrededor de Titán.
La siguiente tabla está basada en la presente en la página 19 del documento Cassini Extended Missions (NASA), de 2008.
| Tipo               | Opción                                          | Requisitos de configuración                                                                     | Tiempo de ejecución | Operatividad + garantía de vida útil                                                                                            | Cambio de velocidad requeridos (Δv) | Evaluación científica aprox. 2008 |
| ------------------ | ----------------------------------------------- | ----------------------------------------------------------------------------------------------- | --- | --- | ----------------------------------- | --- |
| Impacto con:       | Superficie de Saturno: órbitas de período corto | Alta inclinación alcanzable a través de cualquier diseño XXM                                    | De 2 a 10 meses en total | Corto tiempo entre el último encuentro y el impacto                                                                             | 05–30 m/s                           | La opción de anillo D satisface los objetivos de misión originales no alcanzados; barato y fácilmente alcanzable                                     |
| Impacto con:       | Superficie de Saturno: órbitas de período largo | Orientación e inclinación específicas requeridas                                                | De 4 a 22 meses para establecer una órbita de largo periodo y 3 años para la órbita final                                                               | 3 años entre el último encuentro y el impacto                                                                                   | 05–35 m/s                           | Los costos de operación requeridos durante 3 años sin ciencia podrían aplicarse en otros lugares                                                     |

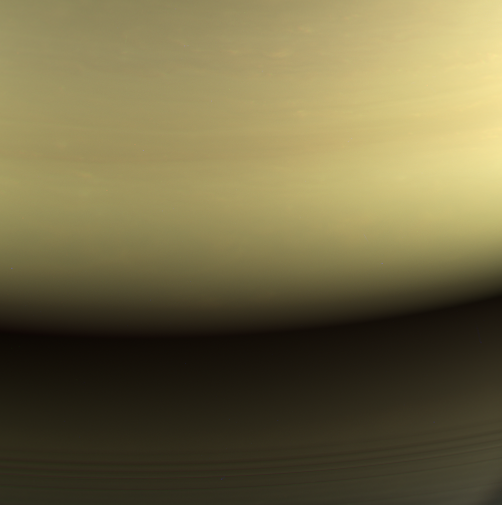
La imagen final que Cassini tomó mostrando el sitio de impacto de la nave espacial. La imagen fue tomada el 14 de septiembre a las 19:59 UTC a una altitud de 634,000 km sobre Saturno.

| Impacto con:       | Satélites helados                               | Se puede implementar desde cualquier geometría                                                  | De 15 días a 3 meses en total | Corto tiempo entre el último encuentro y el impacto                                                                             | 05–15 m/s                           | Barato y alcanzable en cualquier lugar/tiempo |
| Impacto con:       | Anillos principales                             | Se puede implementar desde cualquier geometría                                                  | De 15 días a 3 meses en total | Corto tiempo entre el último encuentro y el impacto, pero es un entorno difícil para probar la destrucción de una nave espacial | 05–15m/s                            | Barato y alcanzable en cualquier lugar/tiempo; ciencia cercana previo al impacto                                                                     |
| Escape a / hacia:  | Gigante gaseoso                                 | Período orbital específico, orientación y inclinación requerida, y fechas de salida específicas | De 1,4 a 2,4 años para escapar de la atracción de Saturno, además del tiempo de transferencia de Júpiter (12 años), Urano (20 años) y Neptuno (40 años) | El impacto sólo se puede garantizar poco después del escape gravitacional de Saturno y dirigirse hacia Júpiter                  | 05–35 m/s                           | Ciencia en el planeta gigante es poco probable |
| Escape a / hacia:  | Órbita heliocéntrica                            | Se puede implementar desde cualquier geometría.                                                 | De 9 a 18 meses de escape a una órbita solar abierta | Mucho tiempo entre el escape gravitacional a Saturno y la llegada a la órbita solar                                             | 05–30 m/s                           | Solo recibiría datos del viento solar |
| Escape a / hacia:  | Cuerpo Centauro                                 | El gran conjunto de objetivos ofrece una amplia gama de salidas                                 | De 1 a 2 años para escapar de la atracción de Saturno y 3 años para una órbita de transferencia a un cuerpo Centauro                                    | Mediano tiempo entre el escape gravitacional a Saturno y la llegada al cuerpo Centauro para comenzar con su investigación       | 05–30 m/s                           | La vida útil de varios años y la financiación parecen mejor gastadas en un entorno saturniano rico en objetivos                                      |
| Órbita estable en: | Titán                                           | Orientación específica y período de órbita requerido                                            | De 13 a 24 meses, además de tiempo para posicionarse en una órbita estable                                                                              | 200 días entre el último encuentro y la órbita final                                                                            | 050 m/s                             | Instrumentos de la nave limitados al estudio de entornos similares a Saturno, además de necesitar bastante tiempo para establecer una órbita estable |
| Órbita estable en: | Febe                                            | Orientación específica y período de órbita requerido                                            | 8 años, más el tiempo para posicionarse en una órbita estable                                                                                           | Muchos meses entre el último encuentro y la órbita final                                                                        | 120 m/s                             | Datos de viento solar y pasajes muy raros a través de la cola magnética                                                                              |

## Entrada y destrucción en la atmósfera de Saturno
El 4 de julio de 2014, el equipo científico de la misión definió que las órbitas proximales de la sonda se llamarían "Grand Finale". Este anunció fue procedido inmediatamente por un cambio gradual en la inclinación para una mejor observación del hexágono polar de Saturno, y un sobrevuelo a la luna Encélado para un estudio más cercano de su criovolcanismo. Esto fue seguido por la inmersión de Cassini en la atmósfera del planeta
Las transmisiones finales de Cassini se recibieron en las antenas de la Red de Espacio Profundo de NASA en Canberra, Australia a las 11:55:46 UTC. 
En el control de misión se escucharon aplausos, en un final algo agridulce para los científicos involucrados, siendo que algunos llevaban décadas en la misión. Increíblemente, se recibieron datos durante 30 segundos más de lo previsto y se dijo que Cassini se desintegraría en la atmósfera dentro de los 45 segundos posteriores a eso.
Tras la confirmación del fin de la sonda, se rindió un homenaje a la sonda y a los involucrados desde su construcción hasta su destrucción. 
El video homenaje de NASA ganó un Emmy por "Programa Interactivo Original Sobresaliente".